# Deji Karim
(en) Statistiques sur pro-football-reference
Abdul-Gafar Olatokumbo Ayodeli Lamar Karim, plus communément appelé Deji Karim (né le 18 novembre 1986 à Oklahoma City), est un joueur américain de football américain. Il joue jusqu'en 2014 avec les Colts d'Indianapolis.

## Lycée
Karim fait ses études à la Putnam City North High School d'Oklahoma City où il joue avec Sam Bradford. Lors de sa dernière saison, il obtient les honneurs de l'État de l'Oklahoma après avoir parcouru plus de deux mille yards sur des courses et marqué vingt-huit touchdowns.

## Carrière

### Université
Il entre en 2005 au Northeaster Oklahoma A&M College où il fait deux saisons avec l'équipe de football américain de l'établissement. En deux saisons, il parcourt 1972 yards en 328 courses ainsi que vingt-cinq touchdowns. Il joue, plus rarement, aussi en tant que wide receiver, où il obtient vingt-cinq ballons pour 315 yards et un touchdown.
Après la saison 2006, il est transféré à l'université de Southern Illinois où il domine le poste de running back, marquant huit touchdown sur des courses. Il rate la saison 2008 à cause d'une blessure au genou. En 2009, il est nommé dans l'équipe All-American de la saison et joueur offensif de l'année pour la conférence MVFC. Il finit troisième au vote pour le Walter Payton Award. Il bat le record de yards parcourus de l'université (courses et passes comprise) avec 2339 yards.

### Professionnel
Deji Karim est sélectionné au sixième tour du draft de la NFL de 2010 par les Jaguars de Jacksonville au 180e choix. En juillet 2010, il signe un contrat de quatre ans avec les Jaguars d'une valeur de 1,9 million de dollars. Pour sa première saison professionnelle, il entre au cours de onze matchs et, au poste de running back, fait trente-cinq courses pour 160 yards mais aucun touchdown. Il reçoit aussi trois ballons mais sans succès. Il est nommé kick returner et fait cinquante return dont un de soixante-cinq yards avant d'être stoppé, mais ne marque aucun touchdown. Il fait quatre fumbles lors de cette saison.
En 2012, il signe avec les Colts d'Indianapolis, qui ne l'emploient que pour les retours de coups de pied. Il inscrit notamment un touchdown de 101 yards sur un retour de kickoff le 30 décembre 2012 face aux Texans de Houston. C'est d'ailleurs ironiquement cette équipe des Texans qu'il rejoint durant le printemps 2013. Le 1er septembre 2013, il est coupé, avant d'être rappelé au sein de l'équipe des Texans le 28 octobre après la blessure de Ben Tate et Arian Foster. Durant cette saison, il joue sept matchs comme remplaçant. Le 29 décembre, il est placé sur la liste des blessés. 